# Dornröschen (1959)
Dornröschen (Originaltitel: Sleeping Beauty), in Deutschland ursprünglich unter dem Namen Dornröschen und der Prinz veröffentlicht, ist der 16. abendfüllende Zeichentrickfilm der Walt-Disney-Studios und erschien im Jahr 1959. Der Handlung liegt das Märchen La Belle au Bois dormant (Die schlafende Schöne im Walde) von Charles Perrault zugrunde.

## Handlung
Im ganzen Königreich herrscht Aufregung, weil König Stefan mit seiner Frau eine Tochter bekommt. Von überall her kommen die Leute, um Aurora, die junge Prinzessin, zu sehen. Darunter ist auch der befreundete König Hubert, dessen Sohn Prinz Philip sogleich dem Neugeborenen versprochen wird. Unter den Gratulanten sind auch die drei Feen Flora, Fauna und Sonnenschein, die Aurora jede eine Gabe mitgeben wollen. Bevor die dritte ihren Zauber aussprechen kann, erscheint die böse Fee Malefiz und belegt die Prinzessin mit einem Fluch. Bevor die Sonne am Ende ihres 16. Geburtstages untergeht, soll sich Aurora an einer Spindel stechen und sterben. Doch die dritte Fee hat ihren Zauber noch nicht ausgesprochen und schwächt den bösen Fluch der bösen Fee. Statt zu sterben, soll Aurora nun in einen langen Schlaf fallen, bis sie der Kuss der wahren Liebe erweckt.
Um die Prinzessin vor den Machenschaften der Malefiz zu schützen, ziehen die drei Feen Aurora als Findelkind in einem tiefen Wald auf. Deren einzige Freunde sind die Tiere des Waldes, doch in ihren Träumen begegnet sie immer wieder einem Prinzen. Als plötzlich ein hübscher, junger Mann vor ihr steht, verlieben sich die beiden augenblicklich und vereinbaren ein Treffen noch am selben Abend. Es ist der Tag ihres 16. Geburtstages. Die Feen sind aus diesem Anlass aufgeregt damit beschäftigt, für Röschen, wie sie Aurora nennen, einige Überraschungen vorzubereiten. Sie geraten dabei in einen Streit über die Farbe des Kleides für Aurora, der in einem Kreuzfeuer von Zaubersprüchen ausartet. Weithin sichtbar als glühende Funken über dem Wald, wird der Späher der bösen Fee auf das Spektakel aufmerksam und erfährt so vom Aufenthaltsort der vermissten Prinzessin. Währenddessen wird Aurora über ihre wahre Identität aufgeklärt, und dass heute der große Tag der Rückkehr ins Schloss sei. Als sie jedoch erfährt, dass sie bereits einem Prinzen versprochen ist, fällt sie ob ihrer Begegnung im Wald in große Trauer.
Im Schloss angekommen, wird Aurora von den Feen mit ihrem Kummer für einen Augenblick alleingelassen. In diesem Moment wird die Prinzessin von Malefiz in Hypnose zu einer Spindel geführt – bevor die Feen eingreifen können, sticht sich Aurora und fällt in einen tiefen Schlaf. Um die im Schloss neugierig wartenden Gäste und vor allem den König nicht in großes Leid zu stürzen, versetzen die Feen das ganze Schloss in einen tiefen Schlaf. Prinz Phillip ist unterdessen unterwegs zum vereinbarten Treffen mit der Prinzessin – er ist Auroras Zufallsbegegnung. Er gerät in einen Hinterhalt von Malefiz, die ihn in ihr dunkles Schloss verschleppt, um ihn von Aurora fernzuhalten. Die drei Feen starten eine Rettungsaktion und befreien den Prinzen. Prinz Phillip reitet sofort zum königlichen Schloss, das jedoch von Malefiz mit einem dichten Dornenwald abgeschottet wird. Als Prinz Phillip sich erfolgreich durch das Geäst schlagen kann, verwandelt sich die Hexe in einen Drachen. Doch der Prinz kann einen tödlichen Stich setzen. Er eilt zu Aurora und gibt ihr den Kuss der wahren Liebe, woraufhin Aurora und das gesamte Schloss erwachen.

## Hintergrund

### Wissenswertes
Wie schon bei Cinderella (1950) wählten die Disney-Studios eine Märchenvorlage von Charles Perrault.
Durch die Liebe des Malers Eyvind Earle zu der Architektur und Malerei des Mittelalters sticht der Film künstlerisch heraus. Die Stilelemente der Gotik und der Renaissance verschmelzen miteinander. Aufgrund der stilistischen Zäsur wich der Maler ab von den bis dahin runden und sanften Formen, die noch bei Schneewittchen klar erkennbar waren, und ließ Aurora (für die Helene Stanley Modell stand) kantig und eckig erscheinen.
Der Film kam nicht nur mit Stereo-Ton in die Kinos, sondern wurde zudem als zweiter Disney-Film nach „Susi und Strolch“ im Breitwand-Verfahren Technirama 70 präsentiert. Der Disney-Filmtechniker und Spezial-Effekt-Experte Ub Iwerks entwickelte für die Aufnahmen ein eigenes anamorphotisches Weitwinkelobjektiv.
Bei genauem Hinsehen erkennt man, dass einige Charaktere des Dornröschenfilms Vorbilder der Shrek-Figuren sind, zum Beispiel das von einem Wolkenwirbel gekrönte Schloss der schlafenden Prinzessin, die Gestaltung des Drachen und der Sangeswettstreit der Prinzessin und der Vögel.
Im Film ist mehrmals das Thema von Tschaikowskis Ballett „Dornröschen“ zu hören.
Das Budget betrug etwa 6 Mio. US-Dollar, was unter anderem durch die äußerst teure Technik zu begründen ist.
Laut einer Aussage von Prinz Philipp im Film spielt die Handlung im 14. Jahrhundert.
2012 begannen die Dreharbeiten zu Maleficent – Die dunkle Fee, einer Neuinterpretation des Zeichentrickfilms als Realverfilmung. Angelina Jolie übernahm die Rolle der Maleficent. Elle Fanning spielt Prinzessin Aurora. Der Film kehrt die Geschichte um und präsentiert die im Original böse Fee Malefiz als Heldin. Der deutsche Kinostart war am 29. Mai 2014.

### Premieren
Die Welturaufführung des Märchenfilms war am 29. Januar 1959 in den USA, die deutsche Premiere am 30. Oktober 1959 in der Bundesrepublik beziehungsweise am 10. Oktober 1969 in den Kinos der DDR. In den USA gab es zudem 1970, 1979 und 1986 Wiederaufführungen. In Deutschland wurde der Film 1977 und 1995 wiederaufgeführt. Auf Video war der Film erstmals 1986 in den USA und 1988 in Deutschland erhältlich.

### Synchronisation
Die deutsche Synchronbearbeitung entstand 1959 in den Ateliers der Simoton Film GmbH Berlin. Für Dialogbuch und Synchronregie war Hans F. Wilhelm verantwortlich.
| Rolle (engl./dt.)           | Originalsprecher | Deutscher Sprecher |
| --------------------------- | ---------------- | ------------------ |
| Aurora                      | Mary Costa       | Maria Milde        |
| Maleficent / Malefiz        | Eleanor Audley   | Gisela Reißmann    |
| Flora                       | Verna Felton     | Erna Sellmer       |
| Fauna                       | Barbara Jo Allen | Elfe Schneider     |
| Merryweather / Sonnenschein | Barbara Luddy    | Anneliese Würtz    |
| Prinz Philipp               | Bill Shirley     | Rainer Brandt      |
| König Stefan                | Taylor Holmes    | Werner Peters      |
| König Hubert                | Bill Thompson    | Eduard Wandrey     |
| Malefiz’ Diener             | Bill Amsbery     | Benno Hoffmann     |
| Erzähler                    | Marvin Miller    | Heinz Petruo       |

## Kritiken
„Der Film besticht durch seine zeichentricktechnische Virtuosität, aber die Anhäufung von Kamerafahrten und Effekten verrät eher Künstlichkeit und Sterilität, die in starkem Kontrast zum Witz und zu der Wärme früherer Meisterwerke standen. Besondere Distinktion sollte „Sleeping Beauty“ durch die adaptierte Musik von Tschaikowsky erhalten, und doch vermissten viele die frischen, originellen Lieder früherer Filme, wie zum Beispiel das Jodellied der Zwerge aus Schneewittchen und die sieben Zwerge“

„Der letzte der großen Märchenfilme Disneys sollte seinerzeit sein Werk krönen, wurde jedoch von der Kritik verschmäht. Aus heutiger Sicht ist festzustellen, dass dem Studio nie zuvor eine bessere Umsetzung menschlicher Figuren im Zeichentrickfilm […] gelang. Tschaikowskis Musik bewährt sich außerordentlich gut, vor allem aber ist das Werk des Hintergrund-Malers Eywind Earle hervorzuheben, der sich vom Stundenbuch des Duc DuBerry anregen ließ. Malefiz, die böse Fee, ist eine der finstersten Disney-Figuren überhaupt. Sie und zahlreiche Gruselszenen lassen den Film für kleinere Kinder weniger geeignet erscheinen.“

Die Filmbewertungsstelle Wiesbaden verlieh der Produktion das Prädikat wertvoll.
Der Schriftsteller Stephen King setzte den Film zusammen mit weiteren Disney-Filmen in einen Kontext mit frühen Horrorfilmen und ihrer Wirkung auf Kinder. Er bezeichnete sie für die Fantasie der Kinder als potenzielle „Minenfelder des Schreckens“ und benennt dabei die Szene der bösen Hexe mit der vergifteten Spindel am Spinnrad als Beispiel.

## Medien

### Veröffentlichungen
DVD
- Dornröschen. Special Collection. Deluxe Edition. 2-Disk-Set. Buena Vista Home Entertainment. 2002.
- Dornröschen. 2-Disc Limited Platinum Edition. Buena Vista Home Entertainment. 2008.
- Dornröschen. Diamond Edition. Walt Disney Studios Home Entertainment. 11. September 2014.
- Disney Classics 15: Dornröschen. Walt Disney Studios Home Entertainment. 9. November 2017.

Blu-ray
- Dornröschen. Diamond Edition. 2-Disc-Set. Walt Disney Studios Home Entertainment. 11. September 2014.
- Collector’s Edition: Dornröschen. Diamond Edition. Limitiertes DigiBook. Walt Disney Studios Home Entertainment. 11. September 2014.[7]
- Disney Classics 15: Dornröschen. Walt Disney Studios Home Entertainment. 9. November 2017.

### Soundtrack
- Peter Iljitsch Tschaikowsky, George Bruns, Tom Adair, Sammy Fain, Ted Sears, Jack Lawrence, Winston Hibler, Erdman H. Penner: Sleeping Beauty. An Original Walt Disney Records Soundtrack. Classic Soundtrack Series. Walt Disney Records, Burbank 1996, Tonträger-Nr. 60881-7, ISBN 1-55723-770-0.

## Auszeichnungen
Dornröschen wurde bei der Oscarverleihung 1960 in der Kategorie „Beste Filmmusik“ nominiert. 2019 erfolgte die Aufnahme in das National Film Registry.